# Exact-MAN
El equipo Exact-MAN compite en la categoría de camiones en el Rally Dakar. Ha sido segundo en el 2006 y Ganador de la edición de 2007. 
El equipo patrocinado por Exact Software está compuesto por cinco camiones MAN TGA, de los cuales tres compiten y dos sirven de asistencia durante la larga travesía desde Lisboa hasta Dakar. El equipo cuenta con la experiencia de Hans Stacey.